# Cornelius Nepos
Cornelius Nepos (Kr. e. 100 körül – Kr. e. 27 körül) történetíró. Két fő műve, a Chronikon, mely jórészt elveszett, illetve a Híres férfiakról (De viriis illustribus) című életrajzgyűjtemény.

## Élete
Cornelius Nepos Gallia Cisalpinában született, Hostilia településen, Veronától nem messze. A késő köztársaságkori Róma kulturális életének egyik központi alakja lett. Kapcsolatban állt Ciceróval, Catullusszal és Titus Pomponius Atticusszal.
A római történetírói hagyományokhoz képest újító jellegű műveket írt. Chronikon című elveszett művében összefoglalta a világ addigi történetét, szemben az addig elsősorban Rómára koncentráló annalista történetírással. Ő honosítja meg az életrajz műfaját is. Híres férfiakról (De viriis illustribus) című művében görög és római írókat, hadvezéreket, politikusokat, szónokokat, költőket hasonlít össze egymással – megelőlegezve Plutarkhosz Párhuzamos életrajzait. Ennek a többkötetes életrajzgyűjteménynek is jelentős része elveszett, csak a hadvezérekről szóló rész, valamint az idősebb Cato, Cicero és Atticus életrajzai maradtak fönn.
Kortársi utalásokból tudható, hogy írt még történeti példázatokról (Exemplorum libri) egy művet, illetve fennmaradt egy Ciceróhoz írt levelének (Epistulae ad Ciceronem) néhány töredéke.

## Történetírói elvei
- Az életrajzírás számára elsősorban az erkölcsök javítására szolgáló műfaj

5. Nepos Cornelius. . . a következőket írja Cicerónak: Távol áll tőlem, hogy a filozófiát tekintsem az élet tanítómesterének és a boldog élet megvalósítójának, sőt az a véleményem, hogy senkinek sincs olyannyira szüksége a helyes életmód megtanulására, mint a legtöbb olyan embernek, akik a bölcseleti kérdések vizsgálatán munkálkodnak. Úgy látom ugyanis, hogy akik az iskolában nagy elmeéllel értekeznek a tisztességről és a mértékletességről, azok úgy élnek, hogy kiszolgáltatják magukat mindenféle káros szenvedélynek.
- Az életrajz ezért nem elsősorban történetírás, hanem olyan tettek elbeszélése, melyekből tanulni lehet:

A THEBAEI PELOPIDAS ismertebb a történetírók, mint a nagyközönség körében. Ezért nem is tudom, hogyan ecseteljem kiváló tulajdonságait, mert félek: ha nekifogok tettei részletes előadásának, az lesz a látszat, hogy nem az életrajzát beszélem el, hanem történelmet írok; ha viszont csak a lényeges mozzanatokat érintem, a görög irodalomban járatlanok számára kevéssé lesz világos, hogy milyen rendkívüli jelentősége is volt ennek a férfiúnak.
- A tanulás során figyelemmel kell lenni minden egyes cselekedet eredeti közegére, és nem szabad megbotránkozni a miénkétől eltérő hagyományokon:

[...] ezek megértenék, hogy nem mindenki számára ugyanaz tiszteletre méltó vagy visszataszító, és hogy mindent az ősök szokásaihoz kell mérni, nem csodálkoznának rajta, hogy a görögök kiváló tulajdonságainak leírásakor az ő hagyományaikhoz igazodunk.

## Utóélete
A XIX. századig az iskolai oktatásban is használták Nepos életrajzait, ennek is köszönhetik fennmaradásukat. Leghíresebb magyar fordítása Czuczor Gergelytől származik.

## Magyarul
- Cornelius Nepos, avagy Aemilius Probus híres nevezetes hadi fejedelmeknek életekrül és cselekedetekrül írt könyve; ford. Balog György; Akadémia Ny., Kassa, 1746
- Cornelius Nepos híres nevezetes hadi fejedelmeknek életekrűl és cselekedetekrűl írt könyve; ford. Balog György; Akadémia, Ny., Kassa, 1763
- A' jeles hadi-vezérek' életéről. Szent-Györgyi Gellért a' régi fordítást megvi'sgálván, rendbe szedte, 's rövid foglalatokkal, és némelly jegyzésekkel megbővítette; Trattner Ny., Pest, 1817
- Cornelius Nepos fennmaradt minden munkái; ford., jegyz. Czuczor Gergely, szöveggond., életrajz, Schedel Ferenc; Egyetemi Ny., Buda, 1841
- Cornelius Nepos munkái; ford., jegyz. ifj. Schiefner Gyula; Lampel, Pest, 1864 (Római remekírók magyar fordításban)
- Vitae exellentium imperatorum; ford., jegyz. Boros Gábor; Stampfel, Pozsony, 1884–1885 (Tanulók könyvtára)
- Híres férfiakról; ford., bev. Székely István; Lampel, Bp., 1901 (Magyar könyvtár)
- Nepos Cornelius munkái; ford. ifj. Schiefner Gyula, átdolg. Mikes Lajos; Lampel, Bp., 1902 (Ó-kori klassikusok Római remekírók magyar fordításban)
- Híres férfiak; ford., utószó, jegyz. Havas László; Európa, Bp., 1984 (Az ókori irodalom kiskönyvtára)

## Szakirodalom
- Adamik Tamás: Római irodalom: A kezdetektől a nyugatrómai birodalom bukásáig. Budapest: Pesti Kalligram Kft. 2009.  ISBN 9788081012266
- Leffler Sámuel: Római irodalomtörténet – A középiskolák felsőbb osztályai számára és a művelt közönség használatára, Lampel Róbert (Wodianer F. és Fiai) Cs. és Kir. könyvkereskedése, Budapest, 1903, 104–106. o.
- Sebestyén Károly: A római irodalom története – szemelvényekkel magyar írók latin műfordításaiból, Lampel Róbert (Wodianer F. és Fiai) Cs. és Kir. Udvari Könyvkereskedés Kiadása, 1902, 64. o.